# Blåviks kyrkogård
Blåviks kyrkogård är en kyrkogård som omger Blåviks kyrka i Boxholms kommun i Östergötlands län. Anläggningen togs i bruk 1905 i samband med att den nygotiska träkyrkan uppfördes. Kyrkogården förvaltas av Boxholms församling inom Linköpings stift och är klassad av Riksantikvarieämbetet (RAÄ) som en miljö av högt kulturhistoriskt värde.

## Historia
Blåvik utgjorde tidigare kapellförsamling under Malexanders församling. Efter insamlingar och donationer invigdes Blåviks kyrka den 1 oktober 1905, ritad av arkitekt Lars Bergström i nygotisk stil. Samtidigt anlades en rektangulär kyrkogård söder och öster om kyrkan.

### Utvidgningar
- 1952 – första utvidgningen åt sydost, efter ritningar av trädgårdsarkitekt Inger Wedborn.
- 1981–1982 – ny gräsyta med urngravkvarter anlades väster om kyrkan.
- 2012 – invigning av minneslund och askgravlund i den sydöstra delen.

## Utformning
Kyrkogården är indelad i sju kvarter (A–G). De äldsta kvarteren A–B närmast kyrkan har rader av stående vita kalkstensvårdar och grusgångar inramade av buxbomshäck. Kvarteren C–D (1952) kännetecknas av lågplanterade rhododendron och liggande granithällar. Kvarteren E–F (1981) består av gräsyta med låga urnvårdar. Minnes‑ och askgravlund (kvarter G) är utformad som en skogsdunge med klippta avenbokshäckar, naturstensmur och vattensten. Kyrkogården omgärdas av en låg granitmur (1905) med trägrind i väster och en modern metallgrind i sydost.

## Gravvårdar och minnesmärken
Äldre gravvårdar speglar kapellagrets småbrukarkultur under 1900‑talets början. En vit marmorvård över hemmansägaren Karl August Jansson (avliden 1912) är den äldsta bevarade stenen. Ett träkors från 1928 över roslagaren Gustav Lindström har restaurerats 2016.

## Minneslund och askgravlund
Minneslunden invigdes 2012 av biskop Martin Modéus. Platsen har en tre meter hög hamlad ek som huvudsymbol och en granitsten för namnplattor. Den intilliggande askgravlunden rymmer 120 urngravplatser.

## Naturvärden
En allé av lindar från 1905 ramar in kyrkogårdens västra sida. I landskapsanalysen för Boxholm pekas området ut som ett värdefullt kultur‑ och naturmiljöobjekt.

## Förvaltning
Blåviks kyrkogård omfattas av 4 kap. kulturminneslagens bestämmelser. En vård‑ och underhållsplan fastställdes 2021 och betonar bevarande av den ursprungliga granitmuren och lindallén.

## Gravsatta på kyrkogården
- Erik Bülow-Hübe